# Coupe Dewar 1913
Navigation
Coupe Dewar 1912 Coupe Dewar 1914
La Coupe Dewar 1913 est la 15e édition de la Coupe Dewar.
Elle oppose treize clubs exclusivement parisiens en matchs à élimination directe. Le CA XIVe remporte la finale face au Club français et gagne ainsi son deuxième titre dans la compétition.

## Compétition

### Premier tour
Le premier tour a lieu le 2 mars 1913,.
| Premier tour | CA Société générale | 4 – 3 | Gallia Club |                    |                    |
| 2 mars 1913  |                     |       |             | Boulogne-sur-Seine | Boulogne-sur-Seine |

| Premier tour | US Clichy | 4 – 0 | Stade français |             |             |
| 2 mars 1913  |           |       |                | Saint-Cloud | Saint-Cloud |

| Premier tour | CA XIVe | 7 – 1 | Paris UC |         |         |
| 2 mars 1913  |         |       |          | Arcueil | Arcueil |

| Premier tour | Club français | 3 – 1 | Standard AC |                                    |                                    |
| 2 mars 1913  |               |       |             | Stade de la porte Brancion, Vanves | Stade de la porte Brancion, Vanves |

| Premier tour | RC France | forfait | SC Amical |  |
| 2 mars 1913  |           |         |           |  |

### Deuxième tour
Le deuxième tour a lieu le 9 mars 1913,.
| Deuxième tour | Club français | 2 – 1 | RC France |  |
| 9 mars 1913   |               |       |           |  |

| Deuxième tour | CA XIVe | forfait | CA Société générale |  |
| 9 mars 1913   |         |         |                     |  |

| Deuxième tour | UA Intergadz'arts | 2 – 1 | Saint-Denis |  |
| 9 mars 1913   |                   |       |             |  |

| Deuxième tour | US Clichy | 3 – 1 | Raincy Sports |  |
| 9 mars 1913   |           |       |               |  |

### Demi-finales
Les demi-finales ont lieu le 16 mars 1913. Le CA XIVe et le Club français se qualifient à domicile,.
| Demi-finale  | CA XIVe | 4 – 2 | US Clichy |         |         |
| 16 mars 1913 |         |       |           | Arcueil | Arcueil |

| Demi-finale  | Club français | 5 – 1 | UA Intergadz'arts |                                    |                                    |
| 16 mars 1913 |               |       |                   | Stade de la porte Brancion, Vances | Stade de la porte Brancion, Vances |

### Finale
La finale a lieu le 13 avril 1913 au stade de Colombes. Après avoir échoué dans sa quête du titre de champion de Paris en terminant troisième à seulement un point de la première place, le Club français espère se consoler avec la Coupe Dewar. Mais le CA XIVe, profitant du vent, marque trois buts dès le premier quart d'heure de jeu, et l'emporte finalement par 4-2,,,,.
| Finale                | CA XIVe              | 4 – 2   | Club français |                                               |                                               |
| 13 avril 1913 15 h 00 | Beylard · Bardonnaud | (3 – 0) | Pan · Cyprès  | Stade de Colombes, Colombes Spectateurs : 300 | Stade de Colombes, Colombes Spectateurs : 300 |